# Spirit River
Spirit River är en ort i Kanada.   Den ligger i provinsen Alberta, i den centrala delen av landet, 3 200 km väster om huvudstaden Ottawa. Spirit River ligger 616 meter över havet och antalet invånare är 1 157.
Terrängen runt Spirit River är platt. Trakten runt Spirit River är nära nog obefolkad, med mindre än två invånare per kvadratkilometer.. Spirit River är det största samhället i trakten.
Trakten runt Spirit River består till största delen av jordbruksmark.